# ステイト・オヴ・コンフュージョン
『ステイト・オブ・コンフュージョン』(英語: State of Confusion)は、1983年5月に発売されたキンクスのアリスタでの6枚目のアルバム。
前年の1982年の11月にイギリスで「カム・ダンシング」が発売された全くヒットせず、続いて年が明けて1983年2月に「思い出のダンス」も発売されたがこれもヒットせず新作の噂は立ち消えた。前々から噂で上がっていたアルバム・タイトル『エンターテイナー』は名前も聞かなくなり1982年頃からのイギリスを含むヨーロッパ・ツアーは『カム・ダンシン・ツアー』と題され新作がファンからの期待から消えかけた頃、1983年春にアメリカで「カム・ダンシング」は発売されMTVの影響でチャートを駆け登りトップ10入りした。アルバムは『ステイト・オブ・コンフュージョン』と改題されジャケットも『ギヴ・ザ・ピープル・ホワット・ゼイ・ウォント』の二番煎じ風に差し替えられ急遽発売された。
「カム・ダンシング」はイギリスでも発売し直されトップ10入りを果たす程に売れ「思い出のダンス」も含めキンクスのシングルとしては一つのアルバムで二つの大ヒットを出す事になった。
「カム・ダンシング」は前年の来日中にカシオのキーボードを購入したレイがホテルで作曲したスカ・ナンバーが元で「バーナデッティー」は来日公演でデイヴとレイがヴォーカルを分け合って歌った曲である。来日公演の記事に於いて曲目表でこの曲を「バースデイ」と誤記した雑誌が多々あった。発売当時のカセット版には「ロング・ディスタンス」がボーナス・トラックで収められている。
キンクスは発売後アメリカを含むツアーを行っていたが秋頃デイヴの脱退騒動がありツアーを後半キャンセルした。後任のギターリストとしてクリス・スペディングがほぼ決まっていたがデイヴがソロ・アルバムとツアーの失敗に依ってバンド復帰を懇願した為に流れてしまった。この騒動以降キンクスは停滞しレイは映画『リターン・トゥ・ウォータール』の撮影・編集・サウンド・トラック作業にシフトしてしまう。一番セールス的に盛り上がった時期にチャンスを棒に振った残念な時期である。

## 曲目
全曲レイ・デイヴィス作詞作曲。
1. 夜なき街角 - State of Confusion 2:33
2. デフィニート・メイビー - Definite Maybe 4:22
3. レイバー・オブ・ラブ - Labour of Love 3:56
4. カム・ダンシング - Come Dancing 3:56
5. プロパティー - Property 4:21
6. 思い出のダンス - Don't Forget to Dance 4:39
7. ヤング・コンサーバティブス - Young Conservatives 4:01
8. ハート・オブ・ゴールド - Heart of Gold 4:02
9. 語り尽くせなくて - Cliches of the World (B Movie) 4:53
10. バーナデッティ - Bernadette 3:31

【ボーナス・トラック】
1. 思い出のダンス(オリジナル・エクステンデッド・エディット) - Don't Forget to Dance (Original Extended Edit) 5:09
2. ワンス・ア・シーフ - Once a Thief 4:06
3. ロング・ディスタンス - Long Distance 5:23
4. ノイズ - Noise 4:38